# Edward Battel

Edward Battel (nebo Battell) byl britský silniční cyklista, který se zúčastnil Letních olympijských her 1896 v Athénách a v silničním závodě na 87 km získal bronzovou medaili.
O jeho životě není mnoho známo. V době athénské olympiády sloužil na britském velvyslanectví v Athénách stejně jako jeho krajan Frederick Keeping. Jejich účast na Hrách vzbudila mezi některými kruhy pobouření. Protože jako úředníci velvyslanectví pobírali plat, mělo se za to, že nejsou amatéry. Těmi mohli být dle tehdejších představ jen „páni“, kteří placeni nebyli. Edward Battel byl v roce 1908 předsedou Organizačního výboru Letních olympijských her v Londýně.

## Olympijské hry 1896
Battel se v Athénách účastnil ve třech cyklistických disciplínách. Největší úspěch mu přinesl silniční závod na 87 km mezi Athénami a Marathónem, kde byla v polovině otočka. Z Athén do Marathónu byla trať shodná s atletickým maratónským během, jen na závěr závodníci směřovali na olympijský velodrom do Pirea. Až na otočku jel celý balík devíti jezdců (dva z nich závod nedokončili) pohromadě, ale na zpáteční cestě nekvalitní vozovka a únava vykonaly své. Battel se naštěstí vyhnul pádům a poruchám kola, a tak byl před Athénami dokonce na čele,  ale už byl tak vyčerpán, že jej předjeli jak Aristidis Konstantinidis, tak August von Gödrich, Battel už třetí místo před zbývajícími čtyřmi Řeky uhájil. Jeho čas historie nezná.
8. dubna 1896 byl Battel mezi startujícími závodu s hromadným startem na 100 km na velodromu, což znamenalo obkroužit dráhu 300 x. Battel však stejně jako další závodníci záhy zjistil, že bez pomoci rozjížděčů (např. Paul Masson pomáhal vždy několik kol udržet tempo pozdějšího vítěze Léona Flamenga) se nedá závod zvládnout, a po 17 kilometrech závod vzdal. Nakonec do cíle dojeli jen dva cyklisté – za Flamengem Georgios Kolettis.
Na olympijském velodromu se 11. dubna 1896 postavil Battel na start časovky na 333 a 1/3 metru. Časy se měřily s přesností na pětinu sekundy, Paul Masson z Francie přesvědčil, že je nejlepším cyklistou olympiády a vyhrál o dvě sekundy. O druhém místu Stamatia Nikolopoulose před Adolfem Schmalem musela rozhodnout druhá jízda. Battel byl za nimi o pětinu sekundy na čtvrtém místě.